# نومين إيردين ديفاديمبيرل
نومين إيردين ديفاديمبيرل لاعبة شطرنج منغولية ولدت في 15 فبراير 2000 فازت في بطوالة العالم للشطرنج لمن هم تحت عمر العشر سنوات في عام 2010 
«إيردين» في اسمها يعني «جوهرة» باللغة المنغولية، وهو عنصر مشترك في الأسماء المنغولية.

## روابط خارجية
- نومين إيردين ديفاديمبيرل على موقع الاتحاد الدولي للشطرنج (الإنجليزية)
- نومين إيردين ديفاديمبيرل على موقع مباريات الشطرنج (الإنجليزية)
- نومين إيردين ديفاديمبيرل على موقع 365Chess.com (الإنجليزية)
- نومين إيردين ديفاديمبيرل على موقع Chesstempo.com (الإنجليزية)

- rating
- entry with photo